# 신미술관
신미술관(國立新美術館)은 충청북도 청주시 소재의 사립 미술관이다.

## 연혁
- 2000년 7월 1일 개관.

## 관람 안내
관람 시간
- 하절기(3월~10월): 화요일~토요일 및 공휴일 오전 10:00 ~ 오후 7:00
- 동절기(11월~2월): 화요일~토요일 및 공휴일 오전 10:00 ~ 오후 6:00

휴관일
- 매주 일·월요일
- 추석 당일
- 음력 설 당일
- 1월 1일